# Karol Grzesik (1900–1968)
Karol Grzesik (ur. 1900 w Brzeźnicy, zm. 1968) – polski powstaniec śląski, działacz plebiscytowy.
Urodzony w rodzinie chłopskiej. Był członkiem Polskiej Organizacji Wojskowej Górnego Śląska, podczas kampanii plebiscytowej działał przy ochronie wieców. Podczas  III powstania śląskiego żołnierz 2 kompanii 4 pułku strzelców raciborskich. Brał udział w walkach o dworzec w Markowicach i pod Kuźnią Raciborską Należał również do Związku Polaków w Niemczech. W trakcie II wojny światowej służył w armii niemieckiej. Po wojnie był m.in. radnym Gromadzkiej Rady Narodowej w Łubowicach. Od 1961 członek Polskiej Zjednoczonej Partii Robotniczej. Za zasługi został odznaczony Śląskim Krzyżem Powstańczym oraz Odznaką 1000-lecia Państwa Polskiego.